# Foster Botanical Garden

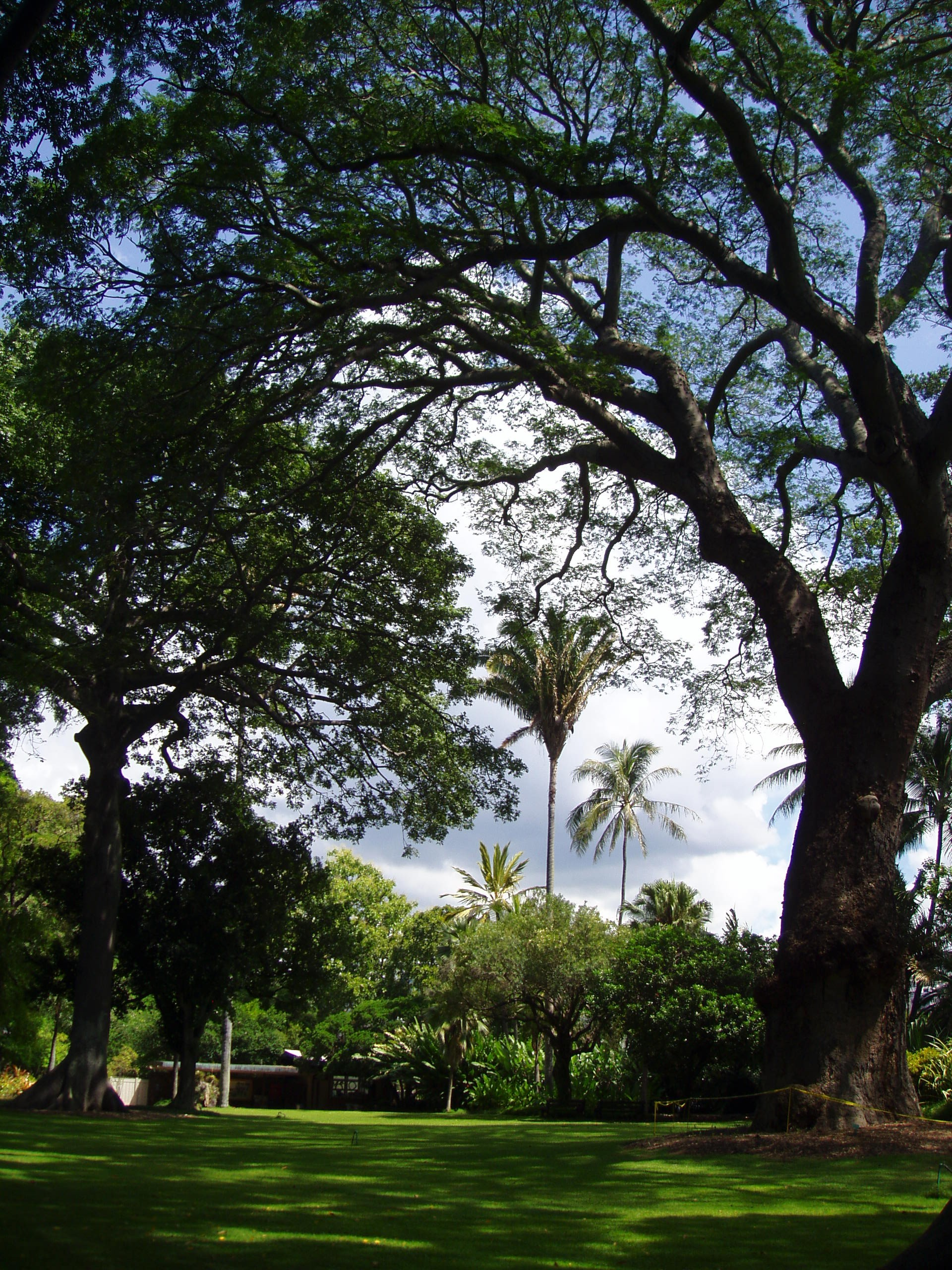
Uitzicht over de botanische tuin

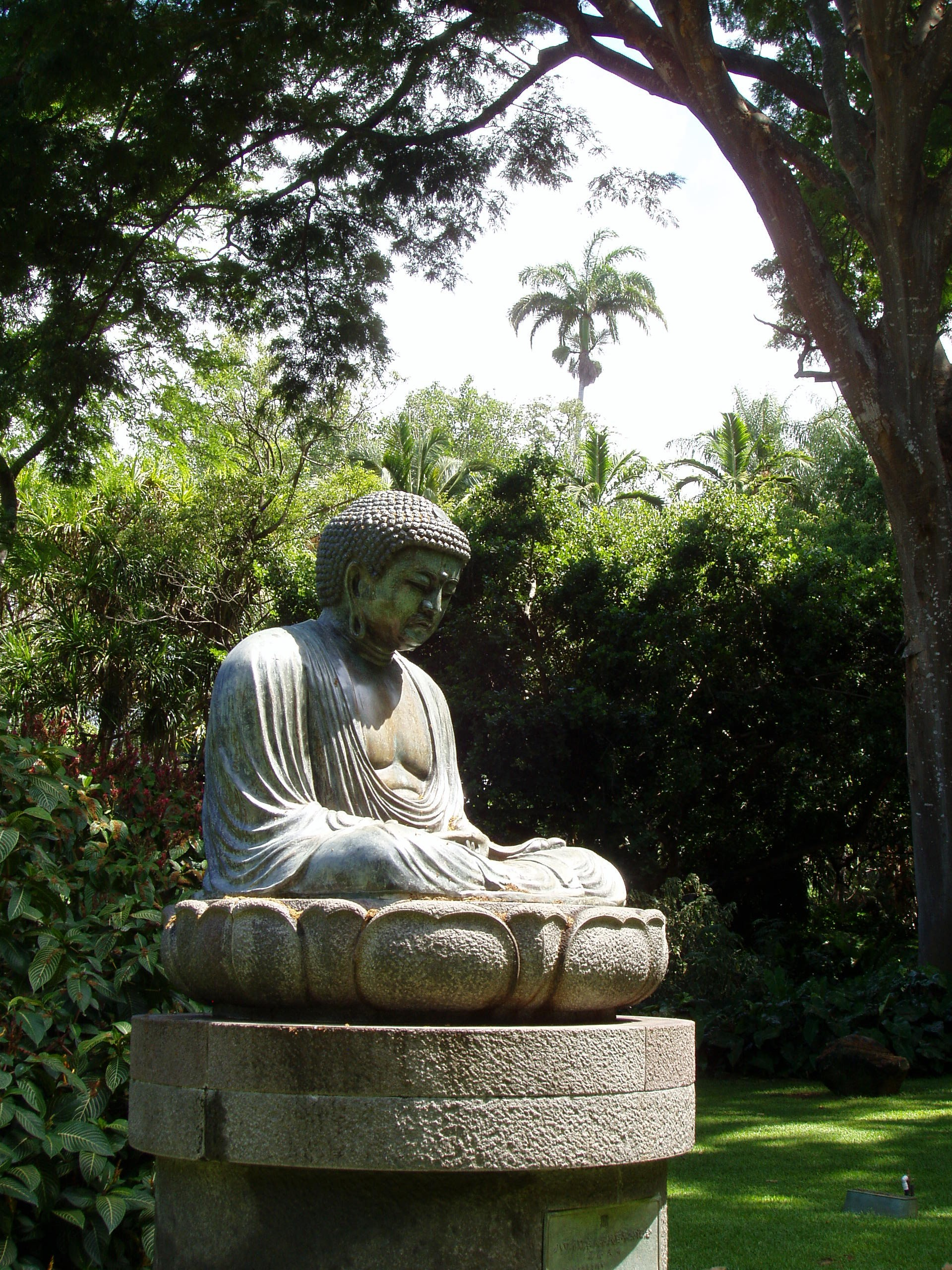
Daibutsu ter herinnering aan 100 jaar Japanse immigratie

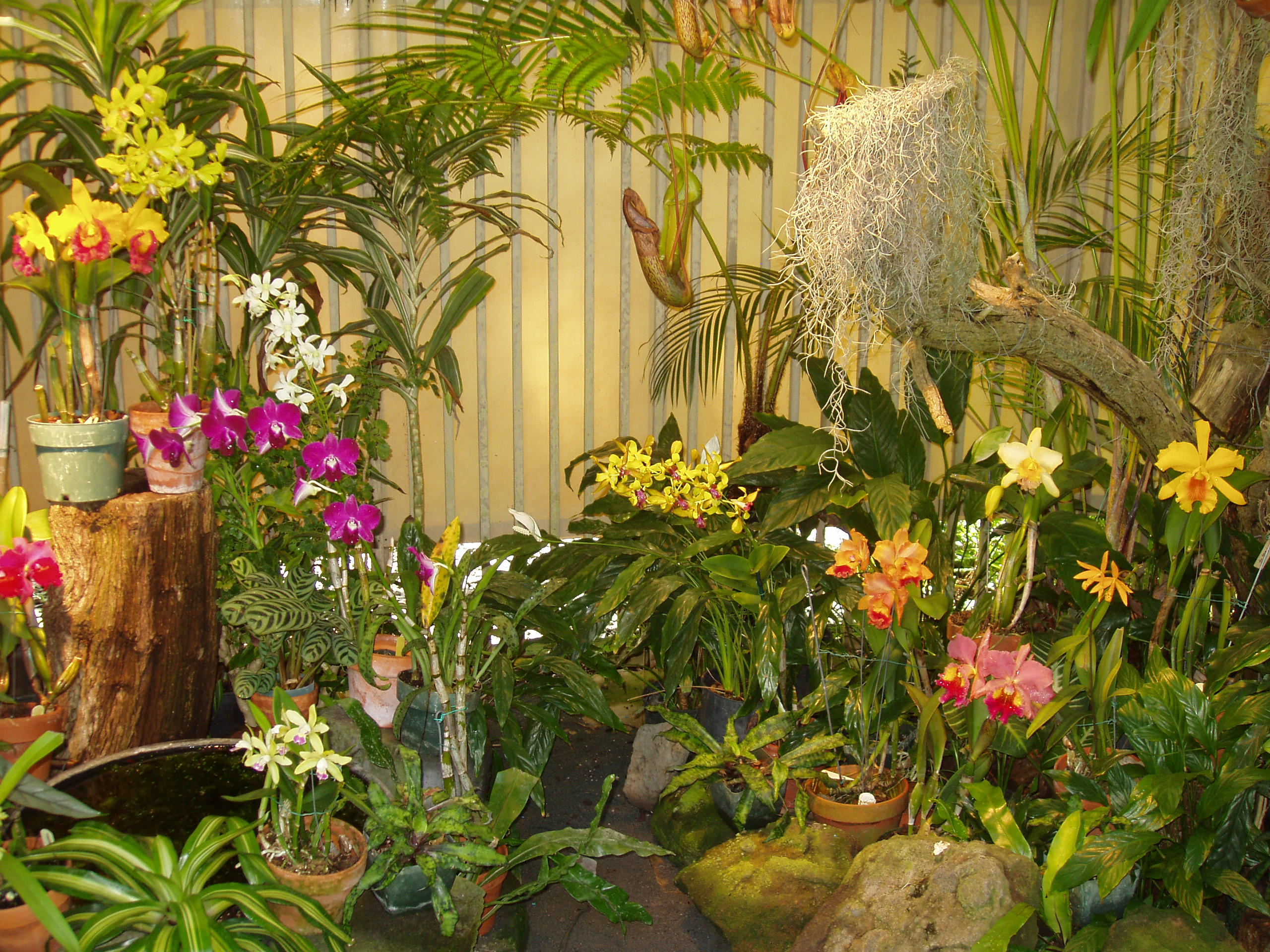
Orchideeën in de botanische tuin

Foster Botanical Garden is een van de drie botanische tuinen in Honolulu (Oahu, Hawaï). De botanische tuin behoort tot de vijf tuinen die de Honolulu Botanical Gardens vormen. De tuin heeft een oppervlakte van 5,7 ha en is te vinden op 50 North Vineyard Boulevard (vlak bij Chinatown bij de kruising van Nu'uanu Avenue en Vineyard Boulevard). De botanische tuin ligt in een stedelijk gebied te midden van winkelcentra, scholen en boeddhistische en methodistische centra. Ten noorden van deze tuin ligt de Liliuokalani Botanical Garden, die ook deel uitmaakt van de Honolulu Botanical Gardens.
Het is de oudste botanische tuin in Hawaï en staat op de National Register of Historic Places. De oorsprong van de tuin ligt in 1853 toen koningin Kalama 1,9 ha land verpachtte aan de Duitse arts/botanicus Wilhelm Hillebrand die er zijn huis bouwde en er bomen plantte. Gedurende zijn verblijf introduceerde hij een aantal planten, tropische vogels en herten op Hawaï. Veel van de planten die er vandaag de dag groeien, zijn nog geplant door Hillebrand. In 1884 werd het land verkocht aan Thomas en Mary Foster die er hun verblijf van maakten. Na haar dood in 1930, liet Mary Foster het land en haar huis na aan Honolulu met de eis dat de tuin goed zou worden onderhouden en voor het publiek zou worden opengesteld. Op dat moment was de tuin circa 2 ha groot.
Harold Lyon was de eerste directeur van de botanische tuin en hij introduceerde duizenden nieuw planten en bomen op Hawaï. Ook begon hij met de opbouw van een orchideeëncollectie. Paul Weisch was directeur van 1957 tot 1989 en breidde de tuin uit tot 5,7 ha en ontwikkelde de Honolulu Botanical Gardens met vier extra tuinen om zo een oppervlakte van 260 ha aan botanische tuinen te creëren. In de vijf tuinen zijn plantensoorten te zien van verschillende ecosystemen waaronder tropische regenwouden en woestijnen. De tuinen hebben de grootste en meest diverse tropische plantencollectie van de hele Verenigde Staten.
Vandaag de dag bestaat Foster Botanic Garden uit de Upper Terrace ('bovenste terras', het oudste gedeelte van de tuin), de Middle Terrace ('middelste terras' met palmen, aronskelken, Heliconia en gember), Economic Garden ('economische tuin' met kruiden, specerijen, planten die kleurstoffen leveren en gifplanten), Prehistoric Glen ('prehistorische vallei' met primitieve planten, aangelegd in 1965), Lyon Orchid Garden (orchideeëncollectie van Harold Lyon) en Hybrid Orchid Display (uitstalling van orchideehybride)s. Ook zijn er bijzondere bomen te zien, waaronder een Bodhiboom die een stek zou zijn van de boom waaronder Gautama Boeddha zat om zijn verlichting te bereiken. In totaal zijn er 25 bomen te zien van de ongeveer 100 bomen die op Oahu als uitzonderlijk worden beschouwd.
Ook bevat de tuin twee bijzondere gedenktekens waaronder een kleine replica van de Daibutsu van Kamakura ter nagedachtenis aan honderd jaar Japanse migratie naar Hawaï en een gedenksteen die de plaats markeert van de eerste Japanse taalschool op Oahu waar een vliegtuigbom explodeerde in een aula gevuld met kinderen tijdens de Japanse aanval op Pearl Harbor.
De tuin was de inspiratie voor een zin in het lied Big Yellow Taxi uit 1970 van Joni Mitchell: "Took all the trees, put 'em in a tree museum / Then charge people a dollar and a half just to see 'em." ('Neem alle bomen, doe ze in een bomenmuseum/ Vraag mensen vervolgens anderhalve dollar om ze gewoon te komen bekijken').